# Medalla del 40.º Aniversario de la Victoria en Jaljin Gol
La Medalla del 40.º Aniversario de la Victoria en Jaljin Gol (en mongol: Халхын голын ялалтын 40 жилийн ойн медаль) es una medalla conmemorativa de la República Popular de Mongolia, establecida por Decreto del Presídium del Gran Jural del Pueblo (parlamento) de la República Popular de Mongolia del 19 de marzo de 1979, para conmemorar el cuadragésimo aniversario de la victoria de las tropas mongoles y soviéticas, sobre el Ejército de Kwantung japonés en la Batalla de Jaljin Gol (1939).

## Historia
La medalla se otorgaba tanto a los militares que participaron directamente en las hostilidades en el río Jaljin Gol, como a los civiles queː «con su trabajo desinteresado, brindaron asistencia concreta y efectiva para derrotar a los invasores japoneses».

## Descripción
Es una medalla de bronce dorado circular de 36 mm de diámetro, el peso de la medalla con el bloque pentagonal y el alfiler de sujeción es de 26,9 g.
En la parte superior del anverso de la medalla hay una estrella de cinco puntas con rayos divergentes, debajo está el símbolo mongol del Soyombo y una hoz y un martillo, que simboliza la eterna amistad de los pueblos mongol y soviético. En la parte central de la medalla hay una inscripción convexa en dos líneas: «Victoria en Jaljin Gol» (en mongol: Khalkhyn golyn yalalt). Alrededor de la circunferencia de la medalla hay una corona de ramas de laurel (de derecha e izquierda), que se entrelazan en la parte inferior.
El reverso de la medalla es liso y plano.
La medalla está conectada con un ojal y un anillo a un bloque pentagonal cubierto con esmalte. Las franjas de colores están dispuestas simétricamente, en el siguiente orden: azul - 3 mm, amarillo y blanco, cada uno de 1,5 mm, en el centro rojo - 14 mm. El tamaño del bloque pentagonal es de 21 x 32 mm. El bloque tiene un alfiler en la parte posterior para sujetar la medalla a la ropa.